# Isla Mona
Isla Mona est une petite île de Porto Rico située à 66 km à l'ouest de l'île principale et à 41 km à l'est de la République dominicaine et rattachée administrativement à la commune de Mayagüez.

## Géographie
- Superficie : 57 km²
- Population : pas d'habitants permanents
- Capitale : pas de ville
- Langues : espagnol et anglais

L'île est rattachée à la commune de Mayagüez dont elle représente 28,3 % de la superficie totale. Longue de 12 km et large de 5 km, elle est formée principalement d'un plateau central de structure géologique karstique, entièrement ceinturé de falaises et parsemé de nombreuses grottes, avec peu de reliefs (point culminant de 80 m au Cabo Noroeste). Son climat est particulièrement aride, sans source d'eau douce.

## Économie
Il existe un petit aérodrome qui relie Mona à Mayagüez, six maisons pour les touristes et quelques aménagements de camping.
L'île dans son intégralité est protégée par un statut de réserve nationale et est considérée comme les Galapagos des Caraïbes. Sa faune est constituée d'iguanes, de crabes ermites, et de tortues de mer. Une régulation du nombre de visiteurs est réalisée pour permettre de préserver les ressources de l'île. L'île abrite une espèce d'iguane qui lui est propre, l'iguane de Mona, qui est actuellement menacé d'extinction.

## Phares

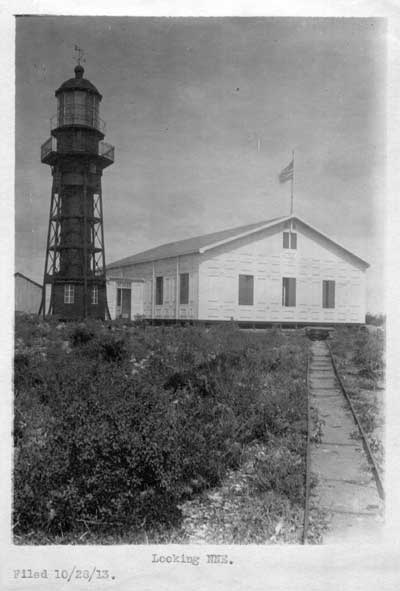
L'ancien phare d'Isla Mona.

L'île possède un phare historique, mis en service en 1900 et désactivé en 1976. Celui-ci est référencé sous le no 81000689 dans le registre national des lieux historiques sous la tutelle du Gouvernement fédéral des États-Unis depuis le 22 octobre 1981. Une balise moderne et automatisée l'a remplacé.